# Roeselia leucogramma
Roeselia leucogramma är en fjärilsart som beskrevs av Paul Dognin 1912. Roeselia leucogramma ingår i släktet Roeselia och familjen trågspinnare. Inga underarter finns listade.